# فیلم بلند

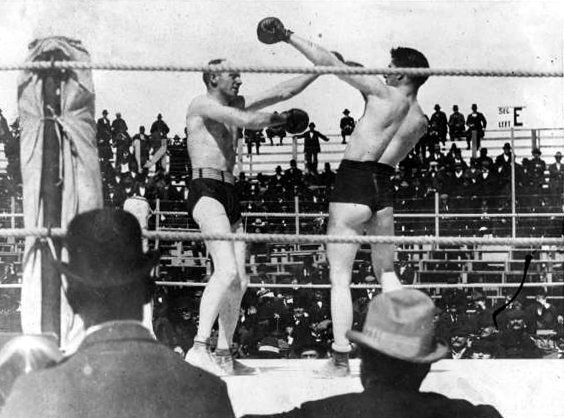
مسابقه فیتزیمونز و کوربت که در سال ۱۸۹۷ میلادی ساخته شد نخستین فیلم بلند تاریخ سینما می‌باشد.

فیلمِ بلند (به انگلیسی: Feature film) یا فیلمِ سینمایی (به انگلیسی: Theatrical film) به فیلمی با مدت زمان معمول و دارای داستان گفته می‌شود که بازیگران حرفه‌ای در آن حضور دارند و معمولاً در سینماها پخش می‌شود. بنا به تعریف آکادمی علوم و هنرهای سینما، بنیاد فیلم آمریکا و بنیاد فیلم بریتانیا، فیلم بلند باید حداقل ۴۰ دقیقه باشد؛ در صورتی‌که اتحادیه بازیگران (به انگلیسی: Screen Actors Guild) این زمان را ۷۵ دقیقه می‌داند.

## خلق فیلم سینمایی
خلق یک فیلم سینمایی بر دوش نویسنده، کارگردان و تهیه کننده آن فیلم است اما حقوق مادی یک فیلم سینمایی معمولا به تهیه کننده آن تعلق دارد.
فرایند شکل گیری و خلق یک فیلم سینمایی با سفارش نگارش فیلمنامه از سوی تهیه کننده فیلم به نویسنده آغاز شده و با به کارگیری عوامل کلیدی همچون کارگردان، فیلمبردار، بازیگران، مونتور، موزیسین ادامه میابد. تهیه کننده علاوه بر استخدام عوامل کلیدی، مسئول مدیریت گروه ساخت فیلم از مرحله پیش تولید تا مرحله پس تولید و عرضه و نمایش آن است.

## تاریخچه فیلم سینمایی
داستان دارودسته کلی (۱۹۰۶) با زمانی حدود ۶۰ دقیقه نخستین فیلم بلند داستانی تاریخ سینما است. نخستین فیلم اقتباسی بلند بینوایان (۱۹۰۹) بود. دیگر فیلم‌های بلند اولیه شامل دوزخ (۱۹۱۱)، هوس‌های امپراتور (۱۹۱۳)، الیور توئیست (۱۹۱۲)، ریچارد سوم (۱۹۱۲)، از آخور تا صلیب (۱۹۱۲) و کلئوپاترا (۱۹۱۲) هستند.